# Bánffy Katalin (16. század)

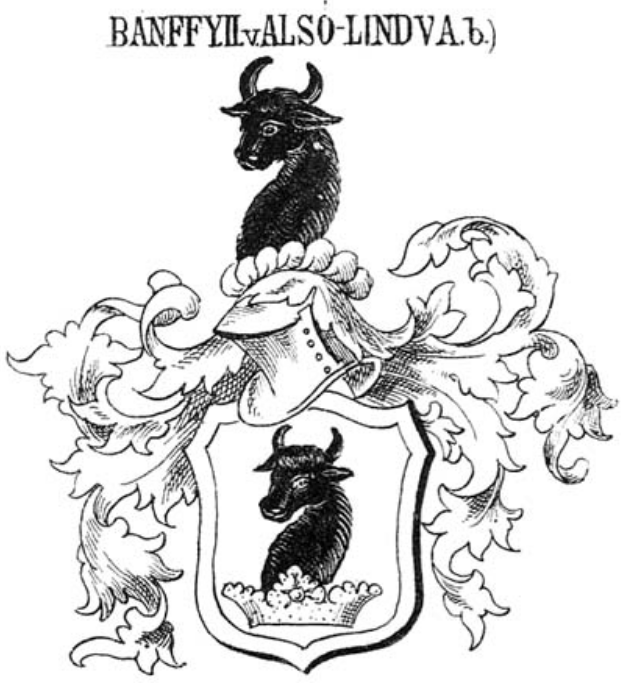
Az alsólendvai Bánffy család címere

Batthyányné alsólindvai Bánffy Katalin XVI. századi magyar nagyasszony, Batthyány Ferenc hadvezér és politikus felesége.

## Élete
Bánffy Katalin az alsólendvai Bánffy családból származott. Édesapja alsólendvai Bánffy Miklós, ajtónállómester, Pozsony vármegye főispánja, édesanyja Margareta von Sagan hercegnő volt. Bánffy Katalin férje Batthyányi Ferenc bán. A férj sokat volt távol hadban, vagy gyűlésen, így gyakori volt köztük a levélváltás, melyet a kor szokásaitól eltérően magyar nyelven végeztek. Bánffy Katalin ezen kívül latinul és németül is levelezett többek között Miksa királlyal, az özvegy Mária királynéval és Medici Katalinnal. A kortársai a legszellemesebb (legműveltebb) magyar asszonynak tartották. Kanizsai Orsolya közeli barátnője volt.
Férjétől nem született gyermeke, így más családok gyermekeinek nevelését vállalta magára németújvári és rohonci udvarában. Nemes családok kérvényezték, hogy vegye magához gyermeküket nevelőiskolává váló udvarába. Ha egy lány férjhez készült menni, a menyegzőt is Bánffy Kata szervezte. Maga is részt vett a ház körüli teendőkben, hímezett, varrt, font, csipkét vert és koszorút kötött. Férje kérésére ágyúgolyót önteni is megtanult.
Kertkultúrája Európa-szerte ismert volt, gyümölcsöt szállított a Németalföldre, az esztergomi érseknek, a magyar királyi udvarba és más uralkodóknak is. Sikeres volt a hal- és baromfitenyésztésben. Kedvelte a vadászatot, értett az orvostudományhoz. A mohácsi csata után több üldözött családot befogadott.
Utolsó ismert levelét 1563 januárjában írta. Ez év szeptemberében még részt vett Miksa magyar király koronázásán, ám a következő évben nem jelent meg Zrínyi Miklós esküvőjén – valószínűleg már nem élt.
Levelezéseit ma a körmendi levéltár, a Magyar Országos Levéltár, a Bécsi Állami Levéltár, a Brüsszeli Levéltár és az Erdődy család levéltára őrzi.
1936 és 1951 között a nevét viselte a szolnoki leánygimnázium, amit a gimnázium alapítványának elnevezése ma is őriz.